# Antrocephalus indicus
Antrocephalus indicus är en stekelart som beskrevs av Husain och Agarwal 1982. Antrocephalus indicus ingår i släktet Antrocephalus och familjen bredlårsteklar. Inga underarter finns listade i Catalogue of Life.